# 381

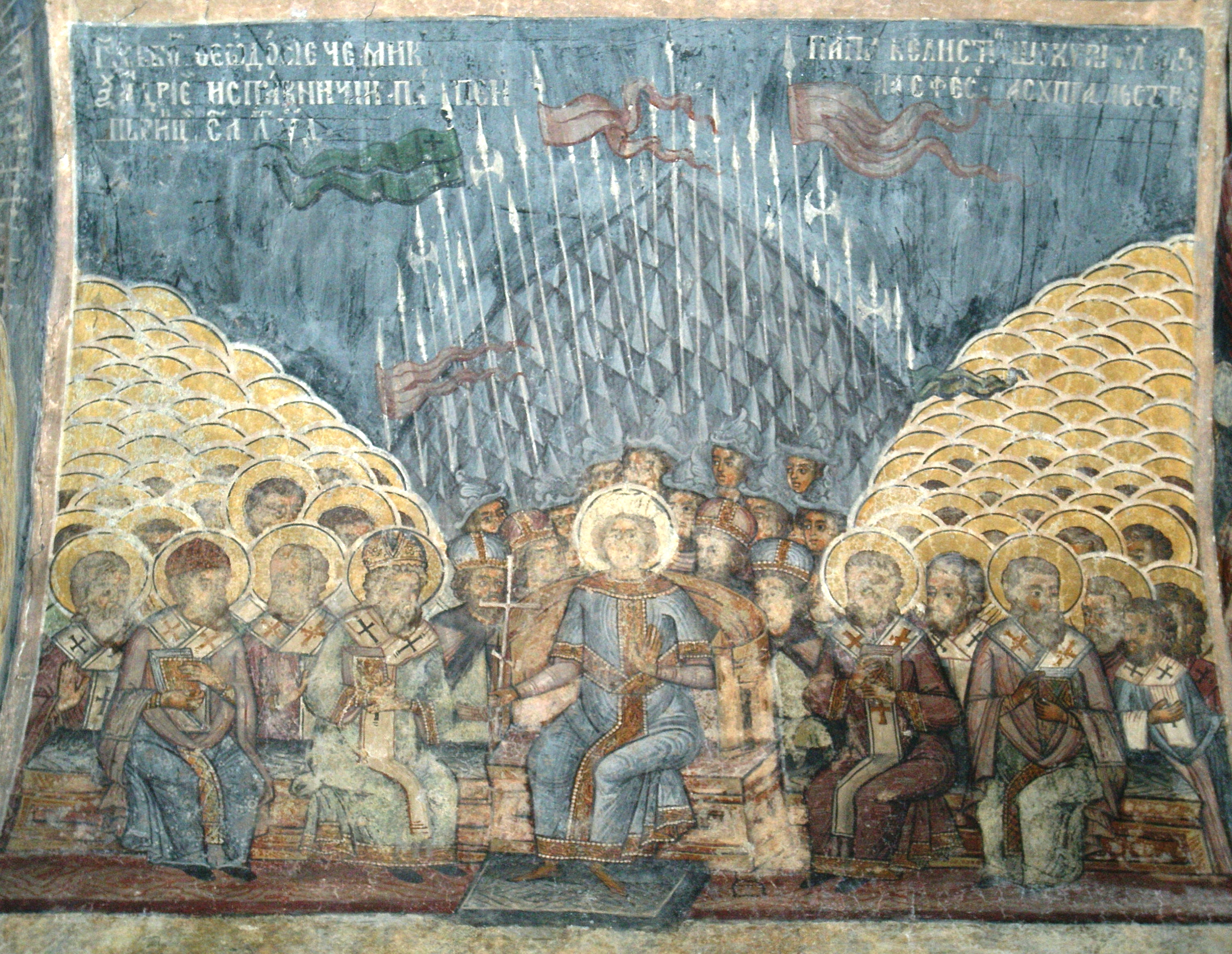
Concilie van Constantinopel

Het jaar 381 is het 81e jaar in de 4e eeuw volgens de christelijke jaartelling.

## Gebeurtenissen

### Klein-Azië
- Concilie van Constantinopel: In Constantinopel wordt het tweede Oecumenisch Concilie gehouden, dat de Geloofsbelijdenis van Nicea (zie: 325) bevestigt. Het concilie wordt bijeengeroepen door keizer Theodosius I, hij verklaart het christendom tot staatsgodsdienst en verbiedt alle heidense culturen. Tevens wordt op het concilie de Triniteitsleer vastgelegd, de theologische opvatting dat God gelijkwaardig is aan drie heilige personen: de Vader, de Zoon en de Heilige Geest. Het arianisme en het apollinarisme worden opnieuw door de bisschoppen als geloofsovertuiging verworpen.
- Athanarik wordt door de Goten verdreven en vlucht naar Constantinopel. Hij wordt door Theodosius I hartelijk ontvangen en sluit een vredesverdrag. Twee weken later echter overlijdt Athanarik en krijgt hij een vorstelijke begrafenis.

### Europa
- Keizer Gratianus verplaatst de residentie naar Milaan en roept in Aquileia een concilie bijeen, deze is georganiseerd door zijn adviseur Ambrosius. Tijdens de samenkomst met de christelijke kerkleiders verwerpt hij het arianisme, zodat ook in het Westen de Katholieke Kerk zich verder kan uitbreiden.
- Magnus Maximus, Romeins veldheer (comes Britanniae), verslaat de Picten en de Schotten, die opnieuw Britannia zijn binnengevallen.

## Geboren
- Nestorius, patriarch van Constantinopel (overleden 451)

## Overleden
- 25 januari - Athanarik, koning van de Visigoten